# 이종홍
이종홍(李鍾洪, 李鍾弘, 1869년 7월 10일 ~ 1926년 1월 7일)은 대한제국의 문신이며 일제강점기의 독립운동가이다. 경상북도 안동 출생. 본관은 우계. 호는 백민.

## 생애

### 초기 활동
이종홍은 1869년 7월 10일 효자 이성택의 3남으로 경북 안동에서 태어났다. 학행으로 특별 추천되어 관직에 올라 홍릉(弘陵) 참봉이 되었으나 1910년 한일합방이 되자 벼슬을 사퇴하고 고향으로 내려가 서당을 열고 후학을 양성하였다. 문도가 계속 늘어나며 애국 사상을 가르치자 일제는 그의 훈도 방침을 항상 미워하여 사람을 보내 감시하였다.

### 일제강점기
1919년 고종 황제가 사망하자 분개하여 서울 및 전국 각지에서 3.1 만세운동이 발생하자 참여하였으며 문실기회라 하여 이광호(李洸鎬), 김동택, 이동봉(李東鳳), 신응숙 등 동지를 모아 태극기와 격문을 작성하여 안동 예안지구 각동에 돌리고 1919년 3월 17일 장날을 이용하여 당일 오후에 안동 예안 읍내에서 다시 만세시위를 벌이기로 밀약하였다. 3월 17일 안동 예안 읍내에 500 군중이 이 운집한 앞에서 접장으로 선발되어 대한독립만세를 선창하고 격문을 낭독하면서 태극기를 휘날리며 시위군중의 사기가 충천하여 만세 열기가 확산, 다수의 시위군중과 함께 예안읍내로 들어갔다.
만세인파 중에는 예안 경찰관 주재소를 습격하였다. 그동안 안동 경찰청 수비대가 동원되어 총격을 가하여 시위는 중단되고 시위군중 60여명이 피체될 때 이종홍도 함께 체포되었다. 안동경찰서에 유치중 수많은 구타를 당하여 빈사상태에 이르러도 내나라 자주 독립만세를 부르는 것이 무슨 죄냐 하면서 조금도 굽히지 않았다.
3월 24일 대구지방법원 안동지청에서 소위 보안법 위반으로 태형을 받았으며 5월 하순경 대구고등법원에서 태형 90도를 받았다. 고문으로 전신이 타박상을 입고 가족에게 인도되었으나 후유증을 겪었다. 공포리에 가족들은 향리를 떠나 순흥 풍기 태백산하등 이주하면서 치료를 노력하였으나 치료가 어려움을 알고 고향으로 돌아왔다. 1926년 1월 7일 고문 후유증으로 사망하였다. 사후 1993년 대통령 표창이 추서되었다.

## 가족
- 아버지: 이성택 (1828년 ~ 1900년)
- 어머니: 안동권씨
- 부인: 안동권씨, 권정배의 딸